# Велпатасвир
Велпатасвир — фармацевтическая субстанция, ингибитор белка NS5A, разработан к 2016 году компанией Gilead Sciences.
Комбинация Велпатасвир/Софосбувир используется при лечении гепатита С, вызванном всеми шестью основными патогенными штаммами вируса.
Лекарственная форма, таблетки велпатасвир 100мг и софосбувир 400мг, выпускается под торговыми  названиями 
США: Epclusa (Gilead Sciences), 
Бангладеш: Sofosvel (Beacon Pharmaceuticals Limited),
Индия: Velpanat (Natco Pharma), Velasof (Hetero Healthcare Ltd), Sovihep V (Zydus Cadila).

## Побочные эффекты
Побочные эффекты в исследованиях наблюдались с той же частотой, как у пациентов с плацебо.

## Взаимодействие
Велпатасвир одновременно является ингибитором и субстратом переносчика белков, Р-гликопротеина. 
Он частично расщепляется под действием ферментов печени CYP2B6, CYP2C8 и CYP3A4. 
Вещества, которые перевозятся или деактивируются этими белками, или реагируют с ними, могут взаимодействовать с велпатасвиром. 
Вещества, которые снижают желудочную кислоту, такие как антациды, Н2-блокаторы, и ингибиторы протонного насоса, снижает действие велпатасвира на 20—40%.

## Фармакология

### Механизм действия
Вещество блокирует белок NS5A, который необходим для репликации и сборки вируса гепатита C   .

### Фармакокинетика
Велпатасвир достигает наивысшего уровня в плазме крови через три часа после перорального приема вместе с софосбувиром. 
Связывание с белками плазмы составляет более 99,5%. 
Он медленно метаболизируется в печени ферментами CYP2B6, CYP2C8 и CYP3A4. 
Моногидроксилированные и деметилированные метаболиты были определены в человеческой плазме крови и фекалиях, но более 98% циркулирующего вещества был сам велпатасвир. 94% выделяются с калом, и только 0,4% через мочу. Период полувыведения составляет около 15 часов.